# Кулик-воробей
Кули́к-воробе́й (лат. Calidris minuta) — один из самых мелких песочников, размером с воробья.

## Описание

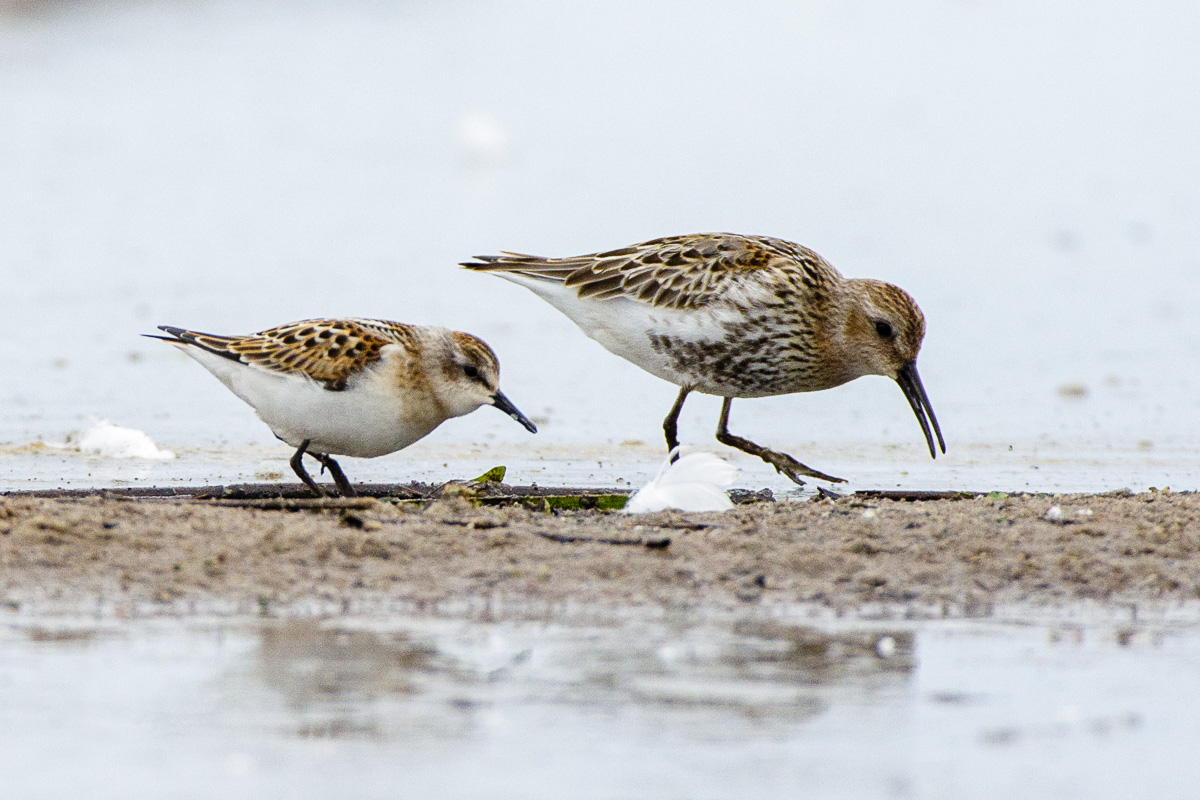

В брачном наряде у птицы низ белый, передняя часть груди, зоб, горло, бока шеи и щёки рыжевато-охристого цвета с бурыми пестринами. Ноги чёрные (у схожего белохвостого песочника ноги жёлтые). Зимнее оперение серовато-бурого цвета. Длина 12—14 см, размах крыльев 28—31 см, масса 20—30 г.

## Местообитание
Кулик-воробей — перелётная птица, гнездится в северной Скандинавии и сибирской тундре. Зимует в Средиземноморье, на Ближнем Востоке, в Центральной и Южной Африке.

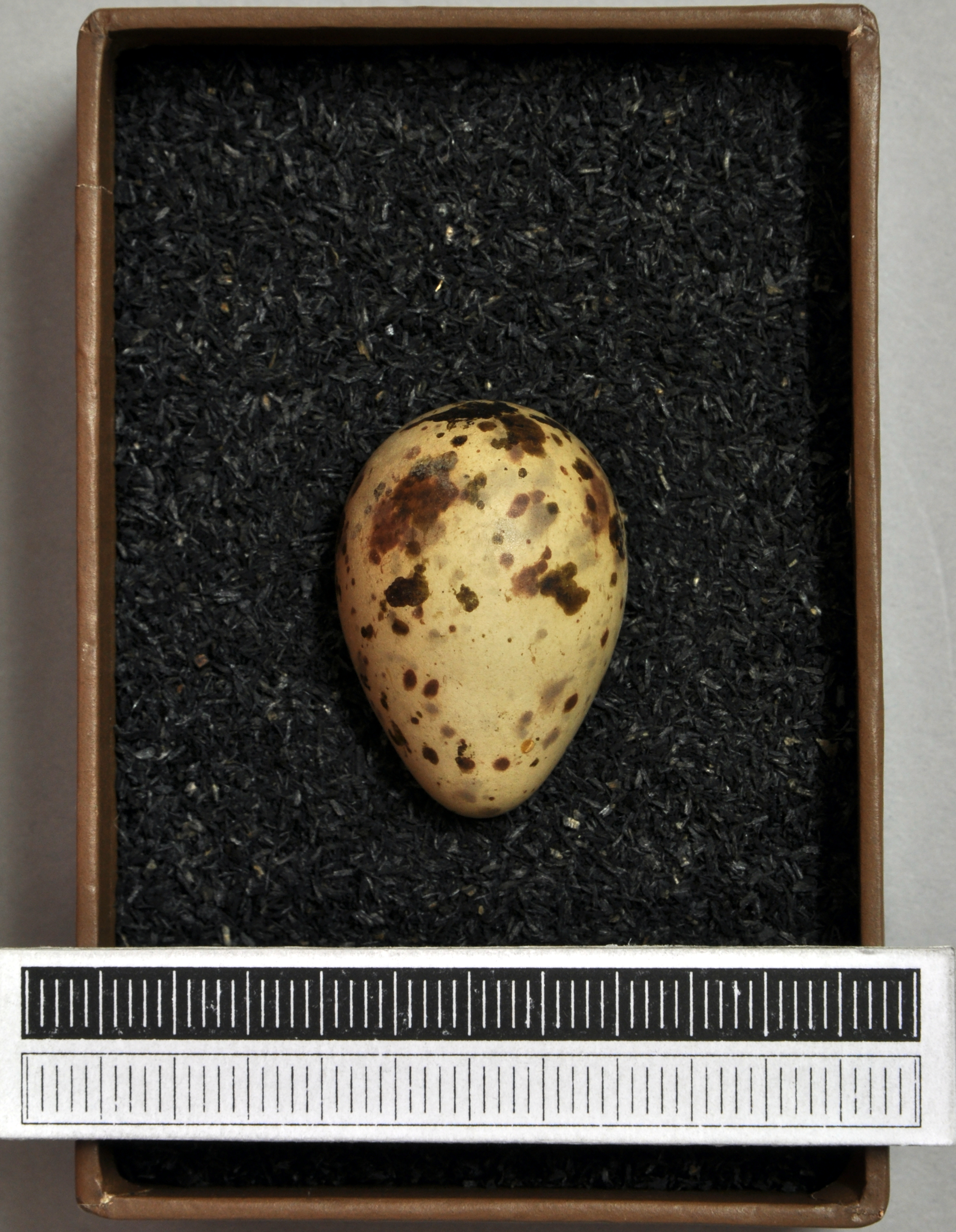
Яйцо, Музей коллекции Висбадена, Германия

## Размножение

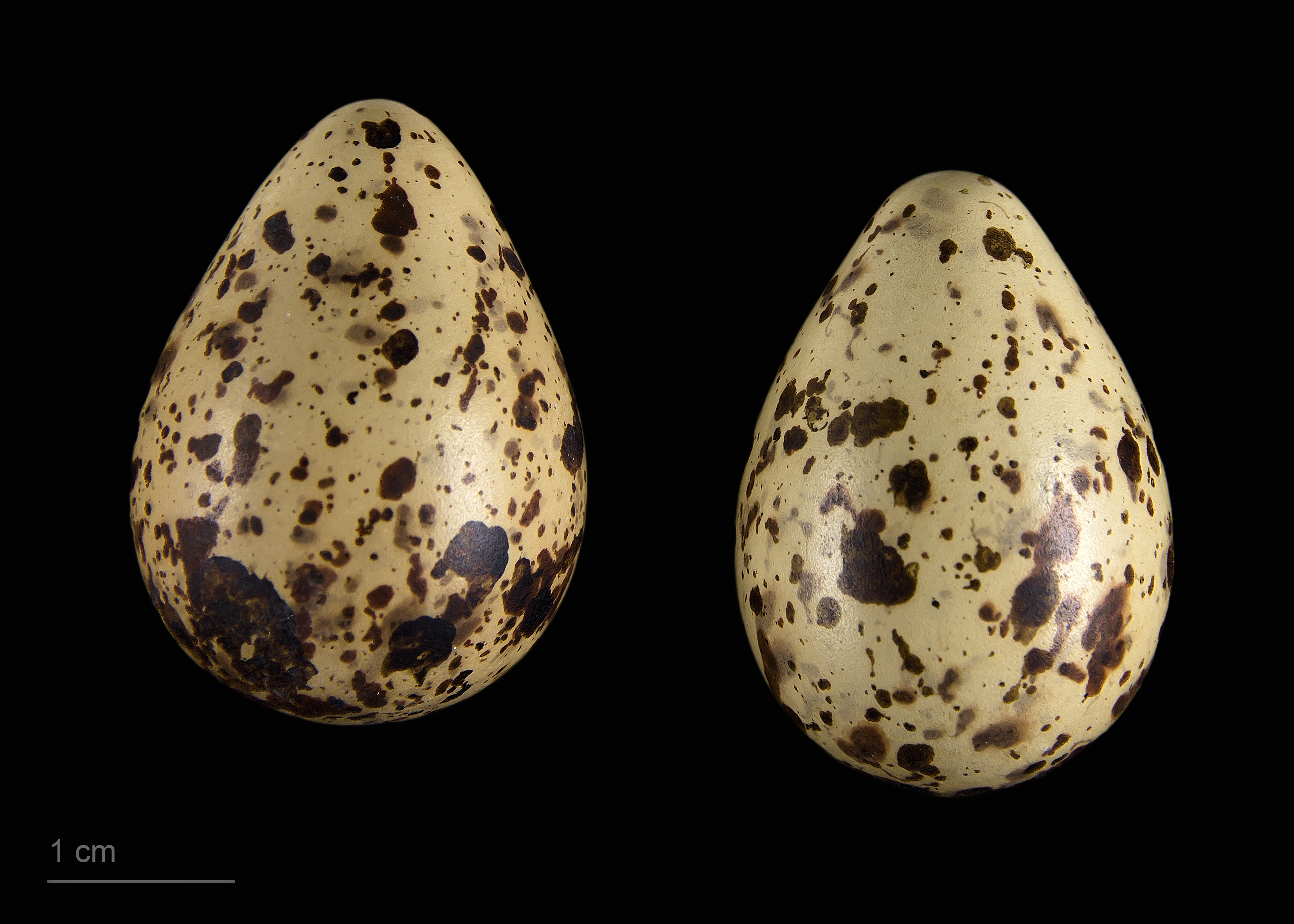
яйцо Calidris minuta - Тулузский музеум

Самки бигамны, спариваются с двумя самцами. Яйца откладывают в два гнезда, причём в первом гнезде высиживает первый самец, а во втором самка. Высиживание начинается в июне. Гнездо кулика-воробья представляет собой ямку с примятой прошлогодней травой, нередко под кустиком, иногда на сухом песчанистом участке. В кладке 4 яйца буро-оливкового цвета с крапинами белёсого, оливкового, фиолетово-коричневого, тёмно-коричневого или серо-фиолетового цвета. Инкубационный период составляет 21 день.
Продолжительность жизни кулика-воробья 12 лет.

## Питание
Питается кулик-воробей как днём, так и ночью на мелководье и у илистых берегов, главным образом насекомыми и их личинками, реже моллюсками и мелкими ракообразными.